# سوسانفيلي (كاليفورنيا)
سوسانفيلي (بالإنجليزية: Susanville)‏ هي إحدى مدن مقاطعة لاسين، كاليفورنيا. تم إعطاءها لقب مدينة في 24 أغسطس، 1900.

## التركيبة السكانية
حدّد مكتب تعداد الولايات المتحدة بيانات التركيبة السكانية لسوسانفيلي في تعداد الولايات المتحدة. في ما يلي، التركيبة السكانية حسب تعدادي 2000 و2010.

### تعداد عام 2000
بلغ عدد سكان سوسانفيلي 13,541 نسمة بحسب تعداد عام 2000، وبلغ عدد الأسر 3,516 أسرة وعدد العائلات 2,250 عائلة مقيمة في المدينة. في حين سجلت الكثافة السكانية 651 نسمة لكل كيلومتر مربع (1,686.1/ميل2). وبلغ عدد الوحدات السكنية 3,882 وحدة بمتوسط كثافة قدره 186.6 لكل كيلومتر مربع (483.3/ميل2).
وتوزع التركيب العرقي للمدينة بنسبة 76.03% من البيض و12.50% من الأمريكيين الأفارقة و3.18% من الأمريكيين الأصليين و1.14% من الأمريكيين ذوي الأصول الآسيوية و0.89% من سكان جزر المحيط الهادئ و3.46% من الأعراق الأخرى و2.80% من عرقين مختلطين أو أكثر و15.57% من الهسبانيون أو اللاتينيون من أي عرق.
بلغ عدد الأسر 3,516 أسرة كانت نسبة 40.1% منها لديها أطفال تحت سن الثامنة عشر تعيش معهم، وبلغت نسبة الأزواج القاطنين مع بعضهم البعض 46.4% من أصل المجموع الكلي للأسر، ونسبة 13.2% من الأسر كان لديها معيلات من الإناث دون وجود شريك، بينما كانت نسبة 4.4% من الأسر لديها معيلون من الذكور دون وجود شريكة وكانت نسبة 36% من غير العائلات. تألفت نسبة 29.9% من أصل جميع الأسر من عدة أفراد يعيشون في نفس المنزل ونسبة 10.7% كانت تتألف من شخص يعيش بمفرده يبلغ من العمر 65 عاماً أو أكثر. وبلغ متوسط حجم الأسرة المعيشية 2.49، أما متوسط حجم العائلات فبلغ 3.10.
بلغ العمر الوسطي للسكان 32.1 عاماً. وكانت نسبة 19.8% من القاطنين تحت سن الثامنة عشر، وكانت نسبة 6.3% بين الثامنة عشر والرابعة والعشرين عاماً، ونسبة 18.5% كانت واقعةً في الفئة العمرية ما بين الخامسة والعشرين والرابعة والأربعين عاماً، ونسبة 13.2% كانت ما بين الخامسة والأربعين والرابعة والستين، ونسبة 6.8% كانت ضمن فئة الخامسة والستين عاماً فما فوق. يوجد لكل 100 أنثى 98.2 ذكر، ويوجد لكل 100 أنثى في الثامنة عشر من عمرها فما فوق 92.7 ذكر.
بلغ متوسط دخل الأسرة في المدينة 35,675 دولارًا، أما متوسط دخل العائلة فبلغ 45,216 دولارًا. وكان متوسط دخل الذكور 29,973 دولارًا مقابل 27,044 دولارًا للإناث. وسجل دخل الفرد الخاص بالمدينة 13,238 دولارًا. وكانت نسبة 11% من العائلات ونسبة 14.3% من السكان تحت خط الفقر، وكان من هؤلاء نسبة 15.2% تحت سن الثامنة عشر ونسبة 9.1% في الخامسة والستين من العمر وما فوق.

### تعداد عام 2010
بلغ عدد سكان سوسانفيلي 17,947 نسمة بحسب تعداد عام 2010، وبلغ عدد الأسر 3,833 أسرة وعدد العائلات 2,377 عائلة مقيمة في المدينة. في حين سجلت الكثافة السكانية 862.8 نسمة لكل كيلومتر مربع (2,234.6/ميل2). وبلغ عدد الوحدات السكنية 4,256 وحدة بمتوسط كثافة قدره 204.6 لكل كيلومتر مربع (529.9/ميل2).
وتوزع التركيب العرقي للمدينة بنسبة 62.79% من البيض و12.53% من الأمريكيين الأفارقة و3.41% من الأمريكيين الأصليين و1.10% من الأمريكيين ذوي الأصول الآسيوية و0.62% من سكان جزر المحيط الهادئ و16.31% من الأعراق الأخرى و3.23% من عرقين مختلطين أو أكثر و23.73% من الهسبانيون أو اللاتينيون من أي عرق.
بلغ عدد الأسر 3,833 أسرة كانت نسبة 35.4% منها لديها أطفال تحت سن الثامنة عشر تعيش معهم، وبلغت نسبة الأزواج القاطنين مع بعضهم البعض 42.9% من أصل المجموع الكلي للأسر، ونسبة 13% من الأسر كان لديها معيلات من الإناث دون وجود شريك، بينما كانت نسبة 6.1% من الأسر لديها معيلون من الذكور دون وجود شريكة وكانت نسبة 38% من غير العائلات. تألفت نسبة 30.3% من أصل جميع الأسر من عدة أفراد يعيشون في نفس المنزل ونسبة 10.6% كانت تتألف من شخص يعيش بمفرده يبلغ من العمر 65 عاماً أو أكثر. وبلغ متوسط حجم الأسرة المعيشية 2.46، أما متوسط حجم العائلات فبلغ 3.05.
بلغ العمر الوسطي للسكان 33.6 عاماً. وكانت نسبة 14.3% من القاطنين تحت سن الثامنة عشر، وكانت نسبة 14.2% بين الثامنة عشر والرابعة والعشرين عاماً، ونسبة 42.5% كانت واقعةً في الفئة العمرية ما بين الخامسة والعشرين والرابعة والأربعين عاماً، ونسبة 22.4% كانت ما بين الخامسة والأربعين والرابعة والستين، ونسبة 6.6% كانت ضمن فئة الخامسة والستين عاماً فما فوق. وتوزع التركيب الجنسي للسكان بنسبة 73.2% ذكور و26.8% إناث.

## المناخ
يظهر الجدول التالي التغييرات المناخية على مدار السنة لسوسانفيلي:
| البيانات المناخية لـسوسانفيلي                  | البيانات المناخية لـسوسانفيلي | البيانات المناخية لـسوسانفيلي | البيانات المناخية لـسوسانفيلي | البيانات المناخية لـسوسانفيلي | البيانات المناخية لـسوسانفيلي | البيانات المناخية لـسوسانفيلي | البيانات المناخية لـسوسانفيلي | البيانات المناخية لـسوسانفيلي | البيانات المناخية لـسوسانفيلي | البيانات المناخية لـسوسانفيلي | البيانات المناخية لـسوسانفيلي | البيانات المناخية لـسوسانفيلي | البيانات المناخية لـسوسانفيلي |
| الشهر                                          | يناير                         | فبراير                        | مارس                          | أبريل                         | مايو                          | يونيو                         | يوليو                         | أغسطس                         | سبتمبر                        | أكتوبر                        | نوفمبر                        | ديسمبر                        | المعدل السنوي                 |
| ---------------------------------------------- | ----------------------------- | ----------------------------- | ----------------------------- | ----------------------------- | ----------------------------- | ----------------------------- | ----------------------------- | ----------------------------- | ----------------------------- | ----------------------------- | ----------------------------- | ----------------------------- | ----------------------------- |
| الدرجة القصوى °ف (°م)                          | 67 (19)                       | 69 (21)                       | 81 (27)                       | 90 (32)                       | 96 (36)                       | 102 (39)                      | 106 (41)                      | 105 (41)                      | 101 (38)                      | 90 (32)                       | 83 (28)                       | 65 (18)                       | 106 (41)                      |
| متوسط درجة الحرارة الكبرى °ف (°م)              | 40.4 (4.7)                    | 45.9 (7.7)                    | 53.3 (11.8)                   | 61.3 (16.3)                   | 70.3 (21.3)                   | 79.6 (26.4)                   | 88.7 (31.5)                   | 87 (31)                       | 78.4 (25.8)                   | 66.4 (19.1)                   | 51.9 (11.1)                   | 41.8 (5.4)                    | 63.8 (17.7)                   |
| متوسط درجة الحرارة الصغرى °ف (°م)              | 20.9 (−6.2)                   | 24.3 (−4.3)                   | 28.8 (−1.8)                   | 33.1 (0.6)                    | 39.3 (4.1)                    | 45.6 (7.6)                    | 50.8 (10.4)                   | 48.8 (9.3)                    | 42.4 (5.8)                    | 35.1 (1.7)                    | 27.9 (−2.3)                   | 22.3 (−5.4)                   | 34.9 (1.6)                    |
| أدنى درجة حرارة °ف (°م)                        | −22 (−30)                     | −23 (−31)                     | −4 (−20)                      | 13 (−11)                      | 20 (−7)                       | 25 (−4)                       | 30 (−1)                       | 31 (−1)                       | 18 (−8)                       | 14 (−10)                      | −1 (−18)                      | −22 (−30)                     | −23 (−31)                     |
| الهطول إنش (مم)                                | 2.36 (60)                     | 2.06 (52)                     | 1.53 (39)                     | 0.57 (14)                     | 0.88 (22)                     | 0.45 (11)                     | 0.28 (7.1)                    | 0.19 (4.8)                    | 0.49 (12)                     | 1.00 (25)                     | 1.65 (42)                     | 1.98 (50)                     | 13.44 (338.9)                 |
| متوسط تساقط الثلوج إنش (سم)                    | 7.3 (19)                      | 1.8 (4.6)                     | 2.6 (6.6)                     | 0.4 (1.0)                     | 0.1 (0.25)                    | 0.0 (0.0)                     | 0.0 (0.0)                     | 0.0 (0.0)                     | 0.1 (0.25)                    | 0.2 (0.51)                    | 1.3 (3.3)                     | 4.9 (12)                      | 18.7 (47.51)                  |
| متوسط أيام هطول الأمطار (≥ 0.01 inch)          | 8.3                           | 8.6                           | 8.2                           | 6.0                           | 5.1                           | 3.5                           | 2.0                           | 1.8                           | 3.1                           | 4.5                           | 7.2                           | 7.5                           | 65.8                          |
| متوسط الأيام المثلجة (≥ 0.1 inch)              | 2.8                           | 1.1                           | 1.0                           | 0.2                           | 0.1                           | 0.0                           | 0.0                           | 0.0                           | 0.1                           | 0.1                           | 0.7                           | 1.7                           | 7.8                           |
| المصدر: الإدارة الوطنية للمحيطات والغلاف الجوي |                               |                               |                               |                               |                               |                               |                               |                               |                               |                               |                               |                               |                               |

## أعلام
- مايك سكينر
- هاردين باري
- فرانك كادي
- مايك ليتش